# Széki lile
A széki lile (Charadrius alexandrinus) a madarak osztályának, a lilealakúak (Charadriiformes) rendjébe, ezen belül a lilefélék (Charadriidae) családjába  tartozó faj.

## Rendszerezése
A fajt Carl von Linné svéd természettudós írta le 1758-ban. Egyes szervezetek a Leucopolius nembe sorolják Leucopolius alexandrinus néven.

## Alfajai
- Charadrius alexandrinus alexandrinus Linnaeus, 1758
- Charadrius alexandrinus seebohmi (Hartert & A. C. Jackson, 1915) - 2020-ban felmerült önálló fajként való elismerése, Charadrius seebohmi néven. [1]

Korábban a széki lile alfajaiként számontartott, onnan önálló fajként leválasztott fajok :
- fehérarcú lile (Charadrius dealbatus) (Swinhoe, 1870)
- Charadrius nivosus

## Előfordulása
Európában és Ázsiában költ, ősszel délre vonul, eljut Afrikába és Ausztráliába is. 
Természetes élőhelyei a tengerpartok, mocsarak, tavak, folyók és patakok környéke, de füves pusztákon és sivatagokban is előfordul.

### Kárpát-medencei előfordulása
Rendszeresen fészkel, de csak kis számban. Márciustól októberig tartózkodik itt.

## Megjelenése
Átlagos testhossza 15–17 centiméter, szárnyfesztávolsága 42–45 centiméter, testtömege 39–56 grammot. Nyakán körbefutó csík van, ami a mellén nyitott. A hím fejbúbja szürke, fehér homloka közepén fekete folt van. A tojó színei egyszerűbbek.
|  |  |

## Életmódja
A talajon, iszapban vagy sekély sós vízben keresgéli rovarokból álló táplálékát. Hosszútávú vonuló madár.

## Szaporodása
Amíg a hím násztáncot lejt, a tojó elkezdi építeni a fészküket. Fészekalja 2-4 hosszúkás tojásból áll, melyen a két szülő felváltva kotlik 25-27 napig. A fészkét védi, nem tűri meg fajtársait maga mellett.
|  |

## Természetvédelmi helyzete
Az elterjedési területe rendkívül nagy, egyedszáma még nagy, de csökken. A Természetvédelmi Világszövetség Vörös listáján veszélyeztetett fajként szerepel. Magyarországon fokozottan védett, természetvédelmi értéke 1 000 000 forint. Fészkelő-állománya 0-22 pár közötti és csökken (2000-2012).